# Veddabatrus
Genre
Veddabatrus est un genre de coléoptères de la famille des Staphylinidae et de la sous-famille des Pselaphinae.

## Liste des espèces
Le genre comprend les espèces suivantes :
- Veddabatrus asper Löbl & Kurbatov, 2001
- Veddabatrus sexualis Löbl & Kurbatov, 2001
- Veddabatrus temporalis (Jeannel, 1960)

## Taxinomie
Le genre est décrit en 2001 par les entomologistes Ivan Löbl et Sergey A. Kurbatov.